# Маколифф, Терри
Терри Маколифф (англ. Terry McAuliffe; род. 9 февраля 1957, Сиракьюс, штат Нью-Йорк) — американский политический деятель, член Демократической партии, губернатор штата Виргиния (2014—2018).
Маколифф также работал в штабе предвыборной кампании Джимми Картера, был председателем Национального комитета Демократической партии с 2001 по 2005 год, являлся одним из руководителей кампании по переизбранию президента Билла Клинтона в 1996 и главой президентской кампании Хиллари Клинтон в 2008.

## Семья и образование
Маколифф родился в семье Милли и Джека Маколифф в Сиракьюз, штат Нью-Йорк. Его отец был агентом по продаже недвижимости и политиком-демократом в местном самоуправлении. Семья Маколифф происходит из ирландских католиков.
В 1975 году Маколифф окончил школу Bishop Ludden Junior/Senior High. В 1979 он получил степень бакалавра в Католическом университете Америки. Выпустившись из университета, Маколифф устроился на работу в предвыборный штаб Джимми Картера, переизбиравшегося на второй президентский срок. В возрасте двадцати двух лет он стал финансовым директором национального штаба. По окончании кампании Маколифф поступил на юридический факультет Джорджтаунского университета, где в 1984 году получил степень доктора юриспруденции.

## Выборы на пост губернатора Виргинии

### 2009
10 ноября 2008 года Маколифф начал подготовку к выборам на пост губернатора штата Виргиния.
По словам «The Washington Post», Маколифф верил в свою победу как «кандидата от бизнеса, способного создать в Виргинии рабочие места». Он также упомянул, что ранее ему удавалось вести успешные фандрейзинговые кампании для других демократических кандидатов.
В ходе кампании Маколифф привлёк более 7,5 миллиона долларов США и дополнительно пожертвовал 500 тысяч долларов собственных средств.
Праймериз состоялись 9 июня 2009 года. Маколифф занял второе место с 26 процентами голосов. Победителем стал сенатор Крэг Дидс с 50 процентами голосов, Брайан Моран набрал 24 процента.

### 2013
8 ноября 2012 года Маколифф объявил о намерении повторно баллотироваться на пост губернатора Виргинии. В электронном письме своим сторонникам он написал: «Мне совершенно ясно, что избиратели штата Виргиния хотят, чтобы следующий губернатор сосредоточился на создании рабочих мест и разумной фискальной политике, а не занимался внутренними проблемами Демократической партии».
2 апреля 2013 года Маколифф стал единственным кандидатом от Демократической партии. На выборах его соперниками стали республиканец Кен Кучинелли и либертарианец Роберт Сарвис. Маколифф получил 47,8 % голосов, Кучинелли — 45,2 %, а Сарвис — 6,5 %.